# Toulouse Football Club Femenino
El Toulouse Football Club Féminin es la sección femenina del Toulouse FC, un club francés de fútbol. Actualmente se desempeña en la Seconde Ligue, segunda división del fútbol femenino francés.
Se fundó en 1980 como Toulouse OAC, y se convirtió en la sección femenina del Toulouse FC en 2001. Entre 1999 y 2002 ganó cuatro ligas seguidas y una copa, y fue el primer equipo francés en jugar la Liga de Campeones. En 2002 llegaron a las semifinales.

## Palmarés
- Division 1 Féminine: (4); 1999, 2000, 2001, 2002.
- Copa de Francia: (1); 2002.

### Historial en la Liga de Campeones
- 2002: Líder en la fase previa (1-0 al Legenda Chernigov, 6-0 al Osijek, 2-2 vs. el Ayr United), eliminó al Arsenal FC en cuartos (3-2). Eliminado en semifinales por el 1. FFC Frankfurt (1-2)
- 2003: Líder en la fase previa (1-0 al Femina Budapest, 1-1 vs. el Lazio, 9-0 al Maccabi Haifa). Eliminado en cuartos por el Umeå (0-2)

## Plantilla 2013-14
- Porteras: Solène Chauvet, Lucie Hernández, Julie Sarrazy
- Defensas: Séverine Cadare, Manon Cazes, Clémentine Dias, Justine Firly, Marina Kerrache, Margaux Lissarre, Mathilde Palou, Morgane Ritter
- Centrocampistas: Mihal Badr, Fayrouz Benyoub, Laura Condon, Marine Garcia, Nathalie Grammont, Sabrina Labiod, Priscilla Mustel, Clara Noiran, Doriane Pau, Linda Razali
- Delanteras: Miryam Benlazar, Marion Braunwart, Julie Cazanave, Sonia Delmond, Sidonie Demarle, Valérie Gauvin